# Wiktor Georgijewitsch Kulikow

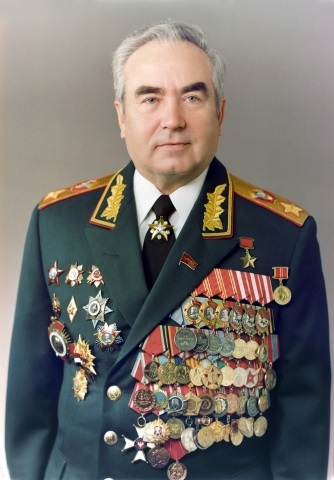
Wiktor Georgijewitsch Kulikow

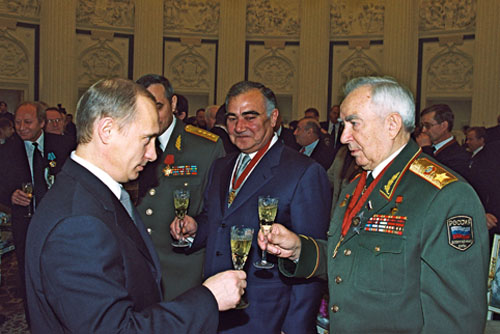
Kulikow (rechts) mit Putin, 2001

Wiktor Georgijewitsch Kulikow (russisch Виктор Георгиевич Куликов; * 5. Juli 1921 im Gouvernement Orjol; † 28. Mai 2013 in Moskau) war ein sowjetischer Marschall und Politiker. Er war Oberkommandierender der Vereinten Streitkräfte des Warschauer Pakts und Marschall der Sowjetunion.

## Biografie
Kulikow stammt aus einer armen Bauernfamilie. Er diente in der Armee seit 1939, besuchte 1941 die Infanterieschule in Grosny, wurde Offizier und während des Deutsch-Sowjetischen Krieges als Befehlshaber von Panzereinheiten an der Ostsee- und der Weißrussischen Front eingesetzt.
 
Er besuchte 1947 eine Militärschule, 1953 die Frunse-Militärakademie und 1959 die Militärakademie des Generalstabes.
Er war von Mai 1967 bis 1969 Befehlshaber des Militärbezirks Kiew und von Oktober 1969 bis 1971 Befehlshaber der Gruppe der Sowjetischen Streitkräfte in Deutschland. Von September 1971 bis 1977 war er Chef des Generalstabes der Sowjetischen Streitkräfte. Von 1977 bis 1989 war er, als Nachfolger von Iwan Jakubowski, Oberkommandierender der Vereinten Streitkräfte des Warschauer Pakts. Am 14. Januar 1977 wurde ihm der Rang eines Marschalls der Sowjetunion verliehen, 1983 der Leninpreis.

1992 trat er in den Ruhestand und wurde im Mai 1992 zum Berater des Verteidigungsministeriums der Russischen Föderation ernannt.
Seit 1989 war Kulikow Abgeordneter, zunächst des sowjetischen und dann des russischen Parlaments.

Er war Abgeordneter der Staatsduma der Föderalen Versammlung der Russischen Föderation von 1999 bis 2003 und dort Vorsitzender des Ausschusses für Veteranenangelegenheiten.

Er war Mitglied des Obersten Rates der Partei Einiges Russland und schrieb seine Memoiren[⇨].
Kulikow wurde auf dem Nowodewitschi-Friedhof neben seiner Frau Maria Maksimowna beigesetzt.

## Auszeichnungen (Auswahl)
- 2006: Orden von Playa Girón, die höchste kubanische Auszeichnung[2]
- Der Titel Held der Sowjetunion
- Leninorden (viermal)
- Leninpreis
- Rotbannerorden (dreimal)
- Verdienstorden für das Vaterland
- Vaterländischer Verdienstorden der DDR in Gold (1981)[3]
- Stern der Völkerfreundschaft der DDR
- Scharnhorst-Orden der DDR (dreimal)
- Medaille der Waffenbrüderschaft

## Werke
- Neue Perspektiven zum Kalten Krieg, Militärische Führungsschule, Zürich c 1999
- Die Militärdoktrin des Warschauer Vertrags hat Verteidigungscharakter, Verl. d. Presseagentur Nowosti, Moskau c 1988
- Doktrin des Friedens, Militärverl. d. Dt. Demokrat. Republik, Berlin 1988, 1. Aufl.
- Der Warschauer Vertrag, Militärverlag der Dt. Demokrat. Republik, Berlin 1982, 1. Aufl.